# Bathyraja meridionalis
Bathyraja meridionalis — вид хрящевых рыб рода глубоководных скатов семейства Arhynchobatidae отряда скатообразных. Обитают в юго-западной части Атлантического океана и антарктических водах Индийского и Тихого океанов между 53° ю. ш. и 56° ю. ш. Встречаются на глубине до 2240 м. Их крупные, уплощённые грудные плавники образуют округлый диск со треугольным рылом. Максимальная зарегистрированная длина 150 см. Откладывают яйца. Рацион в основном состоит из ракообразных и донных рыб. Являются объектом целевого промысла.

## Таксономия
Впервые новый вид был научно описан в 1987.  Видовой эпитет происходит от слова лат. meridianus — «южный». Голотип представляет собой самца длиной 118,6 см, пойманного у островов Южная Георгия (53°56′ ю. ш. 35°40′ з. д.) на глубине 800 м. Паратип — неполовозрелая самка длиной 44,6 см, пойманная там же.

## Ареал
Эти скаты обитают у побережья Аргентины, Фолклендских островов, Южной Георгии и Южных Сандвичевых островов, а также в водах архипелага Баллени. Встречаются на подводных склонах и хребтах на глубине от 65 до 2240 м, у Фолклендских островов они попадаются диапазон глубин колеблется в пределах 650—1900 м. В ходе исследовательской программы, проведённой у Сандвичевых островов в 1999 году, было обнаружено, что эти скаты чаще попадаются на глубине 400—1900, с небольшим увеличением численности улова на 1300 м.

## Описание
Широкие и плоские грудные плавники этих скатов образуют ромбический диск с широким треугольным рылом и закруглёнными краями. Позади глаз имеются брызгальца. На вентральной стороне диска расположены 5 жаберных щелей, ноздри и рот. Хвост длиннее диска. На хвосте пролегают латеральные складки. У этих скатов 2 редуцированных спинных плавника и редуцированный хвостовой плавник. Рыло мягкое, непрозрачное. У особей с диском шире 40 см его максимальная ширина составляет 55—65% от общей длины. Дорсальная поверхность диска молодняка ровного тёмного серо-коричневый  цвета, а взрослых бледно-коричневая. Пятна и отметины отсутствуют. Вентральная поверхность диска мелких особей в центре белая, края диска, брюшные плавники и область вокруг клоаки тёмные. Основной фон скорее кремовый, чем белый. Иногда на брюхе имеется несколько отметин и многочисленные тёмные пятнышки, покрывающие как светлую, так и тёмную части диска. У взрослых особей узор сохраняется, либо тёмные области становятся более обширными.  В последнем случае вентральная поверхность диска становится целиком тёмной, а белые отметины остаются вокруг рта, жаберной области и в центре брюха. Вентральная поверхность хвоста тёмная. Передние лопасти брюшных плавников иногда окрашены в цвет известняка. Дорсальная поверхность усеяна немногочисленными грубыми колючками, наиболее сконцентрированных вдоль переднего края и в межглазничной области. Задний край диска обычно гладкий. Дорсальная поверхность хвоста плотно усеяна шипиками, образующими две полосы, тянущиеся вдоль позвоночника до лопаточной области. Внешние хвостовые шипики хорошо развиты, образуя два крайних ряда  небольших колючек. Срединный ряд образован 37—50 небольшими колючками. Иногда колючки отрываются. На хвосте насчитывают 28—37 шипов. Лопаточные шипы, а также шипы позади глаз и брызгалец отсутствуют. Спинные плавники расположены близко друг к другу или слегка расставлены. В последнем случае между ними иногда расположен небольшая колючка. Зубы острые, конической формы. Максимальная зарегистрированная длина 150 см. В коммерческих уловах обычно попадаются особи с диском шириной в среднем 75—90 см.      

## Биология
Эмбрионы питаются исключительно желтком. Эти скаты откладывают яйца, заключённые в роговую капсулу с твёрдыми «рожками» на концах. У самцов и самок половая зрелость наступает при длине около 115—130 и 125 см соответственно. Рацион этих скатов состоит в основном из ракообразных (крабы, креветки, лангусты) и донных рыб.

## Взаимодействие с человеком
Эти скаты являются объектом целевого лова и регулярно попадаются в качестве прилова в ходе тралового промысла костистых рыб, в том числе патагонского клыкача. В водах Южной Георгии промысел ведётся в основном ярусами. Bathyraja meridionalis остаются наиболее многочисленным видом, попадающимся в качестве прилова среди глубокводных скатов в ходе ярусного промысла в водах Фолклендских островов. Ранее пойманных скатов выбрасывали, в настоящее время их экспортируют на корейский рынок. Для оценки Международным союзом охраны природы охранного статуса вида данных недостаточно.